# Chino & Nacho
Chino & Nacho  (spaniolă Chino y Nacho \ română Chino și Nacho) a fost un pop duo din Venezuela, compus din Jesús Alberto Miranda Pérez (Chino) (născut la 15 noiembrie 1984) și Miguel Ignacio Mendoza Donatti (Nacho) (născut pe 22 august 1983). În 2010, grupul a câștigat un Grammy latin pentru cel mai bun album urban pentru Mi Niña Bonita.
Înainte de a forma un duo, Chino și Nacho făceau parte din grupul de băieți Calle Ciega din Portland, alături de Luifer, Gabo Marquez și Emilio Vizcaino, unde și-au început cariera muzicală. Au lansat cinci albume, cu single-ul "Mi Cachorrita" pe Una Vez Más. Calle Ciega a câștigat un rol important în Venezuela și în țările învecinate. Grupul a luptat pentru a avea mai multă publicitate decât alte grupuri venezuelane, cum ar fi 3 Dueños.
Calle Ciega a folosit diferite genuri muzicale, deși majoritatea reggaeton, și le-a plăcut să amestece salsa și merengue cu reggaeton. Grupul a încetat ulterior să lanseze single-uri și, eventual, sa despărțit în ceea ce este acum Chino & Nacho și Los Cadilacs. Chino & Nacho au debutat primul lor album la nivel national in 2008, circuland in Venezuela si tarile vecine.
Primul lor album, numit Época de Reyes, a fost lansat în 2008 și pus la dispoziție în multe țări din America Latină. Au lansat cinci albume în total - Época de Reyes, Mi Niña Bonita, Mi Niña Bonita: Reloaded, Supremo și Radio Universo.
Ei au câștigat Premiile muzicale Pepsi Venezuela pentru artiștii anului, albumul anului și cântecul anului în 2012 pentru videoclipul anului în 2013,  pentru tema anului în 2015  și pentru artistul anului, artistul de artă tropicală al anului și tema anului în 2017. 
Pe fondul zvonurilor, duo-ul și-a anunțat despărțirea pe 24 februarie 2017, citând cariere solo și diferite gusturi muzicale. []